# جيمي فرانكس
جيمي فرانكس (بالإنجليزية: Jamie Franks) (25 سبتمبر 1986 في الولايات المتحدة - ) هو لاعب كرة قدم أمريكي في مركز الوسط. لعب مع تشارلستون بيتري وRochester Rhinos ‏ وWilmington Hammerheads FC ‏ وSalem City FC ‏ وOcean City Nor'easters ‏.

## وصلات خارجية
- جيمي فرانكس على موقع قاعدة بيانات كرة القدم.إي يو (الإنجليزية)